# Aeroportul Tadji
Aeroportul Tadji (IATA: TAJ, ICAO: AYTJ) este un aeroport din Tadji⁠(d), Papua Noua Guinee.
Situat la o altitudine de 5 m, aeroportul dispune de o singură pistă.